# Rockwell X-30
Rockwell X-30 je visokotehnološki projekt vesoljskega plovila, ki bi doseglo orbito v samo eni stopnji, t. i. SSTO. Plovilo bi se lahko uporabljalo tudi kot vesoljsko potniško letalo, od Washingtona do Tokija bi letelo v samo dveh urah. Projekt so preklicali v zgodnjih 1990ih, preden so dokončali prototip. 
Ronald Reagan je leta 1986 pozval k projektu novi Orient Express, ki bi lahko letel s 25-kratno hitrostjo zvoka. Študije so pokazale, da bi bila največja hitrost Mach 8 s scramjet motorji (nadzvočna potisna cev). Prišlo bi namreč do segrevanja zaradi trenja z zrakom in to bi porabilo velike količine goriva. Z novo tehnologijo, ki bi hladila stene plovila z vodikom in bi ta vodik potem vodila v zgorevalno komoro, bi lahko dosegli Mach 20. Program so financirali NASA, Ministrstvo za obrambo, DARPA, USAF in Ameriška mornarica
Za načrtovanje plovila so tekmovala ameriška podjetja McDonnell Douglas, Rockwell International in General Dynamics, Rocketdyne inPratt & Whitney pa za razvoj motorjev.